# Daniele Sette (Skirennfahrer)
Daniele Sette (* 28. Februar 1992 in Samedan) ist ein Schweizer Skirennfahrer. Nachdem er zu Beginn seiner Laufbahn keine grösseren Erfolge hatte feiern können, wurde er 2019 mit 27 Jahren in das B-Kader von Swiss-Ski aufgenommen. Im Januar 2020 gewann er seine ersten Punkte im Alpinen Skiweltcup.

## Sportliche Laufbahn
Sette wuchs in der Engadiner Gemeinde St. Moritz auf und besuchte das Sportgymnasium in Davos, das er 2012 mit der Matura abschloss. Zu diesem Zeitpunkt startete er bereits seit vier Jahren bei FIS-Rennen in der Schweiz. 2013 gewann er vor Cédric Noger die (auch für Schweizer Athleten offenen) liechtensteinischen Meisterschaften im Riesenslalom, blieb aber insgesamt in seinen Wettkämpfen weitgehend erfolglos und wurde vom Skiverband Swiss-Ski in kein Kader aufgenommen. Über den gesamten Sommer 2013 trainierte Sette in Neuseeland, nahm währenddessen an Wettbewerben des Australia New Zealand Cup teil und entschied in Cardrona eines der Rennen für sich. Im darauffolgenden Winter bestätigte er diese Leistungen mit Top-Ten-Ergebnissen bei FIS-Rennen in der Schweiz und erhielt im Januar 2014 als Regionalverbandsfahrer seine erste Nominierung für den Alpinen Skiweltcup: Im Riesenslalom von Adelboden qualifizierte er sich nicht für den zweiten Durchgang der besten 30 und erzielte damit keine Weltcuppunkte.
Settes Ergebnisse Mitte der 2010er-Jahre reichten zunächst nicht aus, um ein zweites Mal Berücksichtigung in der höchsten Rennserie des alpinen Skisports zu finden. Zu Beginn des Winters 2016/17 erreichte er in mehreren FIS-Riesenslaloms das Podium, wurde aber durch einen Sturz im Dezember 2016 zurückgeworfen. Dabei durchschnitt eine Skikante den Ulnarisnerv an Settes Arm, wodurch er das Gefühl in zwei Fingern und insgesamt Kraft und Beweglichkeit in der linken Hand verlor. Später erklärte Sette, er habe sich zu diesem Zeitpunkt zu sehr unter Druck gesetzt, weil er nach dem erfolgreichen Saisonstart als Ziel die Qualifikation für die Ski-WM 2017 in seinem Heimatort St. Moritz angestrebt habe.
2018 schloss sich Sette nach einer Saison ohne festes Team und festen Trainer dem Global Racing Team an, in dem der US-Amerikaner Paul Epstein – selbst als aktiver Skifahrer nie in das US-Nationalkader aufgestiegen – unter anderem aussortierte Skifahrer grosser Skinationen versammelte. Die Neue Zürcher Zeitung charakterisierte das Global Racing Team als «Auffangbecken für Aussenseiter, Ausgemusterte, Abgeschriebene aus der halben Skiwelt», in dem sich Sette gut entwickelt habe: In der Saison 2018/19 gewann er erstmals Punkte im Alpinen Skieuropacup und erreichte im Januar 2019 mehrmals die vorderen zehn Ränge in der zweithöchsten Wettkampfserie des internationalen Skisports in Europa. Mit 27 Jahren wurde er im Sommer 2019 in das B-Kader von Swiss-Ski befördert, 2019/20 kam er zu weiteren Weltcupeinsätzen und holte als 19. des Riesenslaloms von Adelboden im Januar 2020 seine ersten Weltcuppunkte – als zweitbester Schweizer hinter Loïc Meillard. Mit Rang 20 beim Auftakt zur Saison 2020/21 in Sölden bestätigte Sette diese Leistung. An seinem 29. Geburtstag erreichte er mit Laufbestzeit im zweiten Durchgang Platz 11 im Riesenslalom von Bansko, gleichbedeutend mit seiner bisher besten Weltcup-Platzierung.

## Mediale Berichterstattung und Persönliches
Der Jahre andauernde und letztlich erfolgreiche Versuch Settes, sich auch ohne Verbandsförderung im Skirennsport zu etablieren, fand ab 2019 mit Berichten unter anderem im Nachrichtenportal Watson und in der Neuen Zürcher Zeitung Beachtung in den Schweizer Medien. Sette wurde dabei eine «seltene […] Standhaftigkeit» und «unbändige Freude am Skisport» attestiert. Seit seinem Schulabschluss ist er Profisportler und gab in Interviews an, nie einen Alternativplan verfolgt zu haben. Finanziell wurde er von seinen Eltern und St. Moritzer Unternehmen, später auch der Gemeinde unterstützt; bis zu seiner Aufnahme in das B-Kader präparierte er seine Ski selbst. Settes Eltern stammen aus Italien, er besitzt neben dem Schweizer auch den italienischen Pass.

## Erfolge

### Weltcup
- 4 Platzierungen unter den besten 20

### Weltcupwertungen
| Saison  | Gesamt | Gesamt | Riesenslalom | Riesenslalom | Parallel | Parallel |
| Saison  | Platz  | Punkte | Platz        | Punkte       | Platz    | Punkte   |
| ------- | ------ | ------ | ------------ | ------------ | -------- | -------- |
| 2019/20 | 135.   | 14     | 38.          | 14           | –        | –        |
| 2020/21 | 98.    | 42     | 31.          | 42           | –        | –        |
| 2021/22 | 108.   | 35     | 30.          | 32           | 28.      | 3        |

### Europacup
- Saison 2018/19: 42. Gesamtwertung, 12. Riesenslalomwertung
- Saison 2019/20: 26. Gesamtwertung, 6. Riesenslalomwertung
- 1 Podestplatz

### Weitere Erfolge
- 6 Siege bei FIS-Rennen
- 1 Sieg im Australia New Zealand Cup